# Berkeley Milne
Sir Archibald Berkeley Milne, 2º Baronete  GCVO KCB (2 de junho de 1855 – 4 de julho de 1938) foi um oficial naval britânico que comandou a Frota do Mediterrâneo durante os primeiros meses da Primeira Guerra Mundial.

## Biografia
Archibald Berkeley Milne nasceu em 2 de junho de 1855, filho de Euphemia Cochran e do almirante sir Alexander Milne, 1º Baronete, sendo neto do vice-almirante sir David Milne. Em 1879 se tornou ajudante de ordens do major-general lorde Frederic Thesiger, 2º Barão Chelmsford, durante a Guerra Anglo-Zulu. Dois anos depois se tornou o oficial comandante do iate real HMY Osborne. Depois comandou o cruzador protegido HMS Venus e então o couraçado pré-dreadnought HMS Jupiter. Foi nomeado ajudante de ordens navais do rei Eduardo VII em outubro de 1902. Atuou como oficial comandante da frota de Iates Reais de 1903 a 1905, sendo promovido a contra-almirante em 1904. Durante este período se tornou amigo do rei e da rainha Alexandra.
Seu posto seguinte foi como segundo em comando da Frota do Atlântico, função que desempenhou até 1906. Entre 1908 e 1910 foi o comandante da 2ª Divisão da Frota Doméstica. Milne foi promovido a almirante em 1911, enquanto em novembro do ano seguinte foi nomeado como o comandante da Frota do Mediterrâneo. Esta nomeação foi feita por Winston Churchill, o Primeiro Lorde do Almirantado, depois de se consultar com o rei Jorge V. Entretanto, lorde John Fisher, 1.º Barão Fisher e ex-Primeiro Lorde do Mar, odiou a indicação de Milne para o posto e chegou a acusar Churchill de ter traído a Marinha Real Britânica.
A Primeira Guerra Mundial começou no final de julho de 1914 e dias depois Milne enviou seus navios para perseguirem o cruzador de batalha SMS Goeben e o cruzador rápido SMS Breslau da Divisão do Mediterrâneo alemã. Estes foram para Messina, na Itália, em 5 de agosto para reabastecerem. Milne acreditava que os alemães tentariam navegar para oeste em direção do Oceano Atlântico, assim deixou seus navios mais poderosos à oeste de Messina na espera. Entretanto, o Goeben e o Breslau seguiram para leste em direção de Constantinopla, no Império Otomano. Milne demorou muito tempo para ir atrás deles por ainda acreditar, mesmo contra as evidências, que os alemães iriam virar para o oeste, o que impediu que fossem pegos antes de chegarem em seu destino.
Milne foi muito criticado pelo modo que conduziu a perseguição e pouco depois foi removido do comando da Frota do Mediterrâneo, nunca mais ganhando outro comando e passando o restante da guerra recebendo meio salário. Lhe foi oferecido em 1916 um comando de três anos do ancoradouro de Nore, mas o cargo acabou indo para outro oficial por uma questão de "outras exigências". O Almirantado Britânico repetidas vezes enfatizou que Milne fora exonerado de qualquer culpa pelo fracasso em pegar os navios alemães, permitindo que se aposentasse em 1919 por vontade própria. Entretanto, a história naval oficial britânica da guerra escrita por sir Julian Corbett e publicada em 1920 criticou bastante como Milne conduziu a perseguição, fazendo o próprio escrever um livro no ano seguinte para tentar limpar seu nome. Milne morreu em 4 de julho de 1938 aos 83 anos de idade.